# Escrache

Escrache (pronunție în spaniolă [esˈkɾat͡ʃe]) este numele, dat în Argentina și alte tări de limbă spaniolă, unei forme de manifestație publică adresată unor persoane considerate responsabile de infracțiuni, cel mai adesea încălcarea drepturilor omului sau corupție politică. Aceste persoane sunt abordate, în mediul lor de viață, prin apostrofări directe, placate, graffiti, muzică, etc. destinate să le expună atenției publicului.